# Longdancer
Longdancer är en brittisk musikgrupp som gav ut två studioalbum (If It Was So Simple och Trailer For A Good Life) på 1970-talet. Mest känd är gruppen för att Dave Stewart (Eurythmics) var en av medlemmarna.

## Diskografi
Album
- If It Was So Simple (1973)
- Trailer For A Good Life (1974)

Singlar
- "Silent Emotions" / "Too Much Too Soon" (1973)
- "If It Was So Simple" / "Silent Emotions" (1973)
- "Puppet Man" / "Cold Love" (1974)